# Hexanauplia
Os Hexanauplia constituem uma classe de crustáceos, composta por dois grupos: os Copepoda e os Tantulocarida. A antiga subclasse Thecostraca foi elevada à categoria de classe e removida de Hexanauplia em 2021.

## Classificação
De acordo com a World Register of Marine Species (12 de setembro de  2017) 1 :
- Subclasse Copepoda Milne Edwards, 1840
  - Infraclasse Neocopepoda Huys & Boxshall, 1991
    - Superordem Gymnoplea Giesbrecht, 1882
      - Ordem Calanoida Sars G. O., 1903
        - Família Acartiidae Sars G.O., 1903
          - Género Acartia Dana, 1846

        - Família Augaptilidae Sars G.O., 1905
        - Família Calanidae Dana, 1849
          - Género Calanus Leach, 1816
          - Género Neocalanus Sars G.O., 1925

        - Família Centropagidae Giesbrecht, 1893
        - Família Clausocalanidae Giesbrecht, 1893
        - Família Diaptomidae Giesbrecht, 1850
          - Género Diaptomus Westwood, 1836

        - Família Eucalanidae Giesbrecht, 1893
        - Família Heterorhabdidae Sars G.O., 1902
        - Família Megacalanidae Sewell, 1947
        - Família Metridinidae Matthews, 1961
          - Género Metridia Boeck, 1865

        - Família Paracalanidae Soh, Ohtsuka, Imabayashi & Suh, 1999
        - Família Pontellidae Dana, 1852
        - Família Pseudodiaptomidae Sars G.O., 1902
          - Género Pseudodiaptomus Herrick, 1884

        - Família Scolecitrichidae Giesbrecht, 1893
        - Família Subeucalanidae Giesbrecht, 1893
        - Família Temoridae Giesbrecht, 1893

    - Superordem Podoplea Giesbrecht, 1882
      - Ordem Canuelloida Khodami et al., 2017
      - Ordem Cyclopoida Burmeister, 1834
        - Família Cyclopidae Rafinesque, 1815
          - Género Cyclops Müller O.F., 1785
          - Género Ectocyclops Brady, 1904
          - Género Eucyclops Claus, 1893
          - Género Megacyclops Kiefer, 1927
          - Género Mesocyclops Sars G.O., 1914
          - Género Microcyclops Claus, 1893

        - Família Oithonidae Dana, 1853
          - Género Oithona Baird, 1843

      - Ordem Gelyelloida Huys, 1988
      - Ordem Harpacticoida Sars M., 1903
        - Família Dactylopusiidae Lang, 1936
          - Género Dactylopusioides Brian, 1928

        - Família Harpacticidae Dana, 1846
          - Género Harpacticus Milne Edwards H., 1840
          - Género Tigriopus Norman, 1869

        - Família Phyllognathopodidae Gurney, 1932
          - Género Phyllognathopus Mrázek, 1893

      - Ordem Misophrioida Gurney, 1933
      - Ordem Monstrilloida Sars G.O., 1901
      - Ordem Mormonilloida Boxshall, 1979
      - Ordem Poecilostomatoida Thorell, 1859
        - Família Mytilicolidae Bocquet & Stock, 1957
          - Género Pectinophilus Nagasawa, Bresciani & Lutzen, 1988

        - Família Oncaeidae Giesbrecht, 1893
          - Género Oncaea Philippi, 1843

      - Ordem Siphonostomatoida Thorell, 1859

  - Infraclasse Progymnoplea Lang, 1948
    - Ordem Platycopioida Fosshagen, 1985
- Subclasse Tantulocarida Boxshall & Lincoln, 1983
  - Família Basipodellidae Boxshall & Lincoln, 1983
  - Família Deoterthridae Boxshall & Lincoln, 1987
  - Família Doryphallophoridae Huys, 1991
  - Família Microdajidae Boxshall & Lincoln, 1987
  - Família Onceroxenidae Huys, 1991